# 76-й Венеційський міжнародний кінофестиваль
76-й щорічний Венеційський міжнародний кінофестиваль проходив з 28 серпня по 7 вересня 2019 року. Журі основного конкурсу фестивалю очолила аргентинська режисерка Лукресія Мартель. Фільмом відкриттям став фільм «Правда» японського режисера Корееда Хірокадзу  .
Головний приз, нагороду «Золотий лев», отримав фільм «Джокер» режисера Тодда Філліпса.

## Журі
Основний конкурс: 
- Лукресія Мартель, режисер ( Аргентина) - голова
- Пірс Хендлінг, історик кіно і критик, виконавчий директор Кінофестивалю в Торонто ( Канада)
- Мері Херрон, режисер ( Канада)
- Стейсі Мартін, акторка ( Франція)
- Родріго Прієто, кінооператор ( Мексика)
- Сін'я Цукамото, режисер ( Японія)
- Паоло Вірдзі, режисер і сценарист ( Італія)

Програма «Горизонти»: 
- Сузанна Ніккьяреллі, режисерка і сценаристка ( Італія) - голова
- Марк Адамс, художній керівник Единбурзького кінофестивалю ( Велика Британія)
- Рашид Бушареб, режисер ( Франція)
- Альваро Брехнер, режисер ( Уругвай)
- Єва Санджорджі, художня керівниця Віденського кінофестивалю ( Італія)

## Конкурсна програма

### Основний конкурс
| Лауреата «Золотого лева» виділено окремим кольором. |

| Лауреата Гран-прі журі виділено окремим кольором. |

В основний конкурс відібрано наступні фільми:
| Назва                  | Оригінальна назва                      | Режисер           | Країна                       |
| ---------------------- | -------------------------------------- | ----------------- | ---------------------------- |
| Про нескінченність     | Om det oändliga                        | Рой Андерссон     | Швеція, Німеччина, Норвегія  |
| До зірок               | Ad Astra                               | Джеймс Грей       | США                          |
| Молочні зуби           | Babyteeth                              | Шеннон Мерфи      | Австралія                    |
| Ема                    | Ema                                    | Пабло Ларраін     | Чилі                         |
| Молитва в ім'я Бога    | Gloria Mundi                           | Робер Гедігян     | Франція                      |
| Почесний гість         | Guest of Honour                        | Атом Егоян        | Канада                       |
| Садиба                 | A Herdade                              | Тьягу Гедеш       | Португалія, Франція          |
| Джокер                 | Joker                                  | Тодд Філліпс      | США                          |
| Прачечна               | The Laundromat                         | Стівен Содерберг  | США                          |
| Мафія не та, що раніше | La mafia non è più quella di una volta | Франко Мареско    | Італія                       |
| Шлюбна історія         | Marriage Story                         | Ноа Баумбах       | США                          |
| Мартін Іден            | Martin Eden                            | Пьетро Марчелло   | Італія, Франція              |
| Мер Ріоне Саніти       | Il sindaco del Rione Sanità            | Маріо Мартоне     | Італія                       |
| Вишневий провулок, 7   | 繼園臺七號                             | Юньфань           | Гонконг                      |
| Офіцер і шпигун        | J’accuse                               | Роман Полянський  | Франція                      |
| Розфарбований птах     | Nabarvené ptáče                        | Вацлав Мархоул    | Чехія, Словаччина, Україна   |
| Ідеальний кандидат     | The Perfect Candidate                  | Хайфа аль-Мансур  | Німеччина, Саудівська Аравія |
| Суботній роман         | 兰心大剧院                             | Лоу Є             | КНР                          |
| Правда                 | La vérité                              | Хірокадзу Корееда | Японія, Франція              |
| В очікуванні варварів  | Waiting for the Barbarians             | Сіро Герра        | США, Італія                  |
| Осина мережа           | Wasp Network                           | Олів'є Ассаяс     | Франція, Бразилія            |

### Програма «Горизонти»
| Переможця виділено окремим кольором. |

Наступні фільми були відібрані для показу в програмі «Горизонти»:
| Назва                    | Оригінальна назва    | Режисер                 | Країна                            |
| ------------------------ | -------------------- | ----------------------- | --------------------------------- |
| Шість з половиною метрів | متری شش و نیم        | Саід Рустайї            | Іран                              |
| Атлантида                |                      | Валентин Васянович      | Україна                           |
| Повітряна кулька         | 气球                 | Пема Цеден              | КНР                               |
| Бик                      | Bik eneich — Un fils | Мехді М. Барсауі        | Туніс, Франція, Ліван, Катар      |
| Біле на білому           | Blanco en blanco     | Тео Корт                | Іспанія, Чилі, Франція, Німеччина |
| Злочинна людина          | ბოროტმოქმედი         | Дмитро Мамулія          | Грузія, Росія                     |
| Гіганти самотності       | Giants Being Lonely  | Грір Паттерсон          | США                               |
| Хава, Марьям, Аіша       | Hava, Maryam, Ayesha | Сахра Карімі            | Афганістан                        |
| Мати                     | Madre                | Родріго Сорогойєн       | Іспанія, Франція                  |
| Мої дні слави            | Mes jours de gloire  | Антуан де Барі          | Франція                           |
| Моффі                    | Moffie               | Олівер Германус         | ПАР, Велика Британія              |
| Невія                    | Nevia                | Нунція Де Стефано       | Італія                            |
| Кров пелікана            | Pelikanblut          | Катрін Геббе            | Німеччина, Болгарія               |
| Повернутись              | Revenir              | Джессіка Палю           | Франція                           |
| Ріальто                  | Rialto               | Пітер Макі Барнс        | Ірландія                          |
| Тінь води                | Chola                | Санал Кумар Сасідхаран  | Індія                             |
| Сонце                    | Sole                 | Карло Сіроні            | Італія                            |
| Вердикт                  | Verdict              | Раймунд Рібай Гутьеррес | Філіппіни                         |
| Зумірікі                 | Zumiriki             | Оскар Алегрія           | Іспанія                           |

## Нагороди
Програма «Горизонти»: 

### Основні нагороди
- Золотий лев - «Джокер», реж. Тодд Філліпс
- Гран-прі журі - Срібний лев - «Офіцер і шпигун», реж. Роман Поланскі
- Срібний лев за режисуру - Рой Андерссон за фільм «Про нескінченність»
- Кубок Вольпі за кращу чоловічу роль - Лука Марінеллі за роль у фільмі «Мартін Іден»
- Кубок Вольпі за кращу жіночу роль - Аріана Аскарід за роль у фільмі «Молитва в ім'я Бога»
- Приз за кращий сценарій - Лев - Юньфань за мультфільм «Вишневий провулок, 7»
- Спеціальний приз журі - «Мафія не та, що раніше», реж. Франко Мареска
- Премія Марчелло Мастроянні - Тобі Уоллес за роль у фільмі «Молочні зуби»
- Молодий лев - кращий режисерський дебют - Амьяд Абу Алала за фільм «Ти помреш в 20 років»

### Нагороди за внесок у кінематограф
- Почесний Золотий лев - Джулі Ендрюс і Педро Альмодовар

### Програма «Горизонти»
- Приз за кращий фільм - «Атлантида», реж. Валентин Васянович
- Приз за режисуру - Тео Корт за фільм «Біле на білому»
- Спеціальний приз журі - «Вердикт», реж. Реймунд Рібей Гутьеррез
- Приз кращому акторові - Самі Буажіла за роль у фільмі «Бик»
- Приз найкращій акторці - Марта Ньєто за роль у фільмі «Мати»
- Приз за кращий сценарій - «Повернутися», реж. Джессіка Палю

### Програма «Венеціанська класика»
- Приз за кращий відреставрований фільм - «Екстаз» (1933), реж. Густав Махато

## Автономні нагороди
- премія фонду Міммо Ротелля[it] — Мік Джаггер, Дональд Сазерленд, фільм «Підгоріла помаранчева гересь»